# Томідзава Кійосі
Кійосі Томідзава (яп. 富沢 清司, нар. 3 грудня 1943, Фудзієда) — японський футболіст, що грав на позиції захисника.

## Клубна кар'єра
У дорослому футболі дебютував виступами за команду «Явата Стіл» (з 1970 року — «Ніппон Стіл»), в якій і виступав протягом усієї кар'єри, взявши участь у 164 матчах чемпіонату. Завершив професійну кар'єру футболіста у 1976 році.

## Виступи за збірну
1964 року дебютував в офіційних матчах у складі національної збірної Японії. Протягом кар'єри у національній команді, яка тривала 8 років, провів у формі головної команди країни лише 9 матчів, забивши 1 гол.
У складі олімпійської збірної Японії завоював бронзові медалі літніх Олімпійських ігор у Мехіко (1968), а також був учасником домашніх ігор 1964 року.

## Статистика виступів

### Статистика клубних виступів
| Сезон | Команда       | Чемпіонат | Чемпіонат | Чемпіонат |
| Сезон | Команда       | Ліга      | Ігор      | Голів     |
| ----- | ------------- | --------- | --------- | --------- |
| 1965  | «Явата Стіл»  | ЯФЛ       | ?         | ?         |
| 1966  | «Явата Стіл»  | ЯФЛ       | ?         | ?         |
| 1967  | «Явата Стіл»  | ЯФЛ       | ?         | ?         |
| 1968  | «Явата Стіл»  | ЯФЛ       | ?         | ?         |
| 1969  | «Явата Стіл»  | ЯФЛ       | ?         | ?         |
| 1970  | «Ніппон Стіл» | ЯФЛ       | ?         | ?         |
| 1971  | «Ніппон Стіл» | ЯФЛ       | ?         | ?         |
| 1972  | «Ніппон Стіл» | ЯФЛ1      | ?         | ?         |
| 1973  | «Ніппон Стіл» | ЯФЛ1      | ?         | ?         |
| 1974  | «Ніппон Стіл» | ЯФЛ1      | ?         | ?         |
| 1975  | «Ніппон Стіл» | ЯФЛ1      | ?         | ?         |
| 1976  | «Ніппон Стіл» | ЯФЛ1      | ?         | ?         |
|       | Усього        |           | 164       | 22        |

### Збірна
| Збірна Японії | Збірна Японії | Збірна Японії |
| Роки          | Ігри          | Голи          |
| ------------- | ------------- | ------------- |
| 1965          | 2             | 0             |
| 1966          | 0             | 0             |
| 1967          | 1             | 0             |
| 1968          | 1             | 0             |
| 1969          | 0             | 0             |
| 1970          | 2             | 0             |
| 1971          | 3             | 2             |
| Всього        | 9             | 2             |

## Титули і досягнення
- Бронзовий олімпійський призер: 1968